# 小池百合子
小池百合子（日语：／ Koike Yuriko */?；1952年7月15日—）是日本政治家，埃及開羅大學社會學學士，精通阿拉伯語與英語，現任東京都知事，也是首位女知事；新聞主播出身，1992年從政後歷任參眾兩院議員，以及內閣環境大臣、防衛大臣等要職，是日本歷史上首位女性防衛大臣。此外，小池過去曾加入多個政黨，現時為都民第一會的特別顧問。

## 家庭背景
小池百合子的父亲名叫小池勇二郎，在二战时曾经加入过哲学家仲小路彰和小岛威彦创办的“皇学塾”（日语：スメラ学塾），二战后靠买卖石油发家。根据和小池家有多年来往的松浦良右回忆，小池勇二郎和他在埃及相识，勇二郎将埃及国企的石油卖给关西电力，小池百合子住芦屋的豪宅，过着要什么有什么的大小姐生活。后来勇二郎在石原慎太郎的邀请下参加1969年兵库县旧第二选区的众议员选举，然而落选。由于沉迷政治，小池勇二郎的公司破产，一时间债主轮番上门要账，小池家生活困顿，遂搬进松浦在六本木的公寓。1970年，埃及自由军官团出身的埃及文化部长哈特姆访日，勇二郎毛遂自荐，和他一起回了埃及。

## 生平
出身于兵庫縣蘆屋市。1971年3月甲南女子中学校、甲南女子高等学校毕业，同年4月入读關西學院大學社會學部。小池百合子在报纸上读到一篇“联合国考虑将阿拉伯语纳入工作语言”的報導后改变想法，于1971年（昭和46年）9月退学，去父亲曾做过生意的埃及上大学。1976年（昭和51年）畢業於开罗大学文學部（社會學科），同时也是该大学获取社会学学士学位的第一位女性，通曉阿拉伯語。1977年，成為阿拉伯语的讲师，並在1993年成為日本阿拉伯協會（日本アラブ協会）顧問。

## 职业生涯
在大學畢業后，小池成爲了自由身的主播，並在1979年至1985年之間作爲副手主持了日本電視臺的節目《竹村健一的世相講談》。其後在1988年，她成爲了東京電視臺招牌新闻節目《世界经济卫星》的首任主播。
1992年（平成4年），多家政黨紛紛勸誘小池希望她能參加當年的參議院選舉，其後她代表日本新黨當選為日本參議院議員。
2002年（平成14年）12月，小池加入自民黨。曾經擔任日本小泉內閣的環境大臣，其後在小泉三次改組內閣時都獲留任。
在2005年（平成17年）第44屆日本眾議院大選中，小池以空降「刺客」身分擊敗鮫島宗明、小林興起等人當選眾議院議員。
2007年（平成19年）7月4日，小池就任第1次安倍內閣的防衛大臣，成為首任女性防衛大臣。小池上任後，日本防衛省傳出洩漏美國神盾艦機密醜聞，且在防衛省官員任命案中，和自民黨大老意見相左而捲入政壇內鬥；因此在首相安倍晉三重組內閣時，小池即表示不願留任。最後，小池在2007年（平成19年）8月27日發布的新內閣名單後卸任，上任僅54天。
2016年（平成28年）7月31日，東京都知事選舉中，小池以291萬2628票當選东京都知事，成为首位女性都知事。在同年8月2日就職。其後小池退出自民黨。2017年1月，小池參與創建地方型政黨「都民第一會」，在2017年7月舉行的東京都議會選舉，大獲全勝，使得對手自由民主黨落到二次大戰後議席數最低的一次，東京自民黨吃了次歷史級的大敗仗。
2017年9月25日，面對安倍晉三所宣告的解散眾議院提前改選，小池一方面批評安倍這次解散沒有大義，同時又加緊國政政黨的籌備腳步。之後小池組成了新的國政型政黨「希望之黨」。
2020年（令和2年）7月5日，東京都知事選舉中，小池以366萬1371票，史上第二高票連任东京都知事。
2024年7月8日，小池以291萬8015票於東京都知事選舉第三度當選。

## 選舉紀錄
| 年度 | 選舉屆數               | 選舉區                 | 所屬政黨   | 得票數    | 得票率 | 當選標記           | 備註       |
| ---- | ---------------------- | ---------------------- | ---------- | --------- | ------ | ------------------ | ---------- |
| 1992 | 第16屆日本參議員選舉   | 參議院比例區           | 日本新黨   | 3,617,247 | 7.97%  |                    | 排名第十七 |
| 1993 | 第40屆日本眾議員選舉   | 兵庫縣第2區 (中選舉區) | 日本新黨   | 136,000   | 15.07% |                    |            |
| 1996 | 第41屆日本眾議員選舉   | 兵庫縣第6區            | 新進黨     | 89,672    | 38.28% |                    |            |
| 2001 | 第42屆日本眾議員選舉   | 兵庫縣第6區            | 保守新黨   | 84,647    | 33.81% |                    |            |
| 2003 | 第43屆日本眾議員選舉   | 近畿比例代表區         | 自由民主黨 | 2,833,181 |        | 排名第八           |            |
| 2005 | 第44屆日本眾議員選舉   | 東京都第10區           | 自由民主黨 | 109,764   | 50.05% |                    |            |
| 2009 | 第45屆日本眾議員總選舉 | 東京都第10區           | 自由民主黨 | 96,739    | 43.31% | 未當選             |            |
| 2009 | 第45屆日本眾議員總選舉 | 東京比例代表區         | 自由民主黨 | 1,764,696 |        | 雙重提名而「復活」 |            |
| 2012 | 第46屆日本眾議員總選舉 | 東京都第10區           | 自由民主黨 | 108,983   | 53.70% |                    |            |
| 2014 | 第47屆日本眾議員總選舉 | 東京都第10區           | 自由民主黨 | 93,610    | 50.73% |                    |            |
| 2016 | 第20任東京都知事選舉   | 東京都                 | 無黨籍     | 2,912,628 | 44.49% |                    |            |
| 2020 | 第21任東京都知事選舉   | 東京都                 | 無黨籍     | 3,661,371 | 59.70% |                    |            |
| 2024 | 第22任東京都知事選舉   | 東京都                 | 無黨籍     | 2,918,015 | 42.8%  |                    |            |

## 政策及主張

### 内政
- 節能減碳：小池長期重視環保，耕耘草根婦女運動及環境運動。由於擔任多屆環境大臣，小池除親自設計多款環保產品之外，最為人所津津樂道的是，鼓吹夏季不穿西裝、不打領帶的Cool Biz運動，包括當年首相小泉純一郎、豐田汽車總裁奧田碩等日本知名賢達，紛紛響應號召，在夏天脫下西裝外套與領帶，以節約空調電耗，一時蔚為風尚。核能議題上認為只要安全科技重新強化後應該繼續核能路線。進入九〇年代以後，日本社會開始將降低能耗與保護環境結合起來。1997年12月通過的《京都議定書》呼吁減少二氧化碳等溫室氣體的排放。為此，日本從政府機構、企業，到學校、團體和家庭紛紛採取各種手段，省能節能，降低溫室氣體的排放。2005年夏天小泉內閣環境大臣小池百合子倡議職員上班時不戴領帶、不穿上裝，以適應空調制冷溫度調高後的辦公室環境。政府機構和企業單位群起響應。據第一生命綜合研究所測算，這項措施的節能效果就達1100億日元。
- 财政审慎：她说“政府开支得有个人对待生活費的那种常识”，反对用赤字来刺激经济。她认为财政政策在浮动汇率制下作用不大[11]，且应该在日本宪法上加入财政纪律的条款。[12]
- 女性宫家：支持皇室創設女性宮家。[13]

### 外交
- 支持利比亞：在利比亞前任領導人格達費領導時期就與利比亞有交流關係，主张日本應該與利比亞建立交流，與格達費有多年的直接會談交情，在利比亞內戰時期依然堅定交流立場[14]。2009年9月19日，她在推特上自曝送Wii作“家乡特产”礼品给卡扎菲一事[15]。
- 核武器：2003年11月每日新闻问卷调查众议员，小池百合子说日本拥核一事要“根据国际情况考虑”[16]。

### 东京市政
- 電線地下化：小池百合子是自民黨內“消除路面電線桿”小委員會的委員長，支持電線地下化，去除電線桿。
- 雙層巴士：支持採購英國式雙層巴士，去除上下班通勤擁擠問題。

## 軼事
- 由於歷經日本新黨、新進黨、自由黨、保守黨、自由民主黨等五個政黨，且自立希望之黨，被日本政界稱為「政治渡鳥」，但如同另一政黨領袖小澤一郎一樣，被批評為政治投機主義。
- 1997年末切除闌尾[17]，次年五月因子宮肌瘤入院手術，摘除了整個子宮。[18]
- 2006年3月29日因肺炎[19]住院而發熱至攝氏40度，一度脱水[[[Wikipedia:格式手册/链接#章節|錨點失效]]]，住院兩週以上，同年4月14日才恢复工作[20]。但《周刊新潮（日语：週刊新潮）》则爆料说小池百合子入院是为小泉纯一郎殉情而割腕自杀。[21]
- 2021年5月長年飼養的愛犬離世，享年18歲。其後于6月22日，小池在出席完當天上午有關2019冠状病毒病疫苗接種的會議后突然在下午入院，其後被醫生診斷為過度疲勞，一直留院到6月30日出院[22]。

## 国际评价
小池百合子曾被《时代》杂志评选为“2017年最具影响力100人”之一。

### 再选后拜访安倍晋三
2020年7月6日，在经过整晚的开票后，（确认胜选的）小池百合子前往首相官邸拜访安倍晋三，告知安倍自己成功连任。华盛顿邮报对此次会面记载如下：
安倍祝贺小池百合子当选。说“我和小池必须比以往任何时候都要更加精诚团结”。穿着带有东京都标志夹克的小池则答道：“我想在国家的帮助下坚定地获胜，并以此作为我们明年东京奥运会和残奥会胜利的证明”。东京首位女知事小池今年67岁。安倍将于 2021 年 9 月结束自民党主席任期，她被视为继任者。作为安倍控制的自民党中的超保守主义者，她曾担任过环境大臣和国防部长的要职。
 — 2020年7月5日，华盛顿邮报， "Tokyo governor, Abe say they’ll cooperate on virus, Olympics".， 

## 争议

### 開羅學習經歷
2018年6月28日，《周刊文春》报道质疑小池百合子选举时自称的“开罗大学首席毕业”含有水分。后来小池百合子回应说开罗大学方面证实她确实毕业了，但就成绩一事她的说法是
教授用阿拉伯语对我说，“成绩非常好”。听了以后感到高兴，所以就那样写了

 — 小池百合子， 
小池百合子在開羅大學的畢業證書上登載的成績為「良」，開羅大學為畢業者共評定六等成績，不具名的一中東研究家說她的「良」這一成績只算中等。《周刊现代》杂志则认为小池百合子对记者含糊其辞，要她通过诉讼澄清，是年6月20日，小池百合子说考虑使用法律手段回应媒体报道。另据大东文化大学名誉教授小笠原良治的回忆，小池百合子自传中“开罗求学时生活艰苦朴素”一事存疑，因为她当时不仅住在富人区，还在小笠原思念味噌汤时邀请他来自己家喝汤。

### 「七個零」的口號
小池百合子參選時提出消除七個任內主要民生問題作競選口號：
1. 等待入幼儿园入托儿所的适龄儿童零
2. 加班零
3. 長期照護導致的失業零
4. 东京都政府辖下道路的電線桿零
5. 滿員電車零
6. 多摩郊區和市區的差距零
7. 對流浪動物的人道毀滅零

4年後，她的七個目標中，不僅“消除多摩郊區和市區差距”和“消除長期照護導致的失業”無從判斷，其餘五個目標中(除“消除流浪動物安樂死”實現外)的四個實現的也不好，如東京市政府職員的加班時間從2016年到2018年並無變化。

### 築地市场搬迁的反覆
築地市場的搬遷目的地豐洲市場於2016年5月竣工，原定同年11月10日投入運營。
- 2016年8月31日，小池百合子召开记者发布会，說：“对土壤污染处理方案的忧虑仍存”，豐洲市場的開業需推遲。
- 2017年6月20日，她又說：“暫時轉移到豐洲市場，五年以後移回築地”。
- 2017年12月20日，小池改口說：“2018年11月10日築地市場遷入新址，原址建築拆除。”
- 2018年7月31日，清除污染土壤的額外工程結束，她說“未來的風險可控，豐洲市場安全了。”

2018年9月13日，小池百合子主持了豐洲市場的開業儀式，同年10月11日市場的交易開始。從她在2016年決定推遲豐洲市場的開業到2017年決定拆除豐洲市場，僅隔不到1年4個月時間。作家麻布市兵衛批评，在這一年多當中她的態度反覆無常，帶來了很大的混亂和高達300億日圓的鉅額經濟損失。

### 悼文事件
2017年8月24日，亲朝鲜的日朝协会举办每年例行的纪念活动，追悼关东大地震后因谣言而被杀害的朝侨，这次小池百合子一反歷任都知事（甚至石原慎太郎）的常例，沒有像她在2016年做过的那样以知事的名義送去悼文。
東京都知事小池百合子是一位傑出的女政治家。不幸的是，她對日本的朝侨和其他外國人抱有顯著偏見，這些偏見使她擔任國際化之領導人的資格存疑。她暗地里否认朝鲜族人在1923年（关东大地震后）遭到日本暴民成百上千地杀害一事。並强烈反对在日外国人的参政权，以上种种行为表現出她的仇外心理和历史修正思想，令人不安。
……
她把“环保活动人士”和“宽容的保守主义者”当自己的卖点，然而她政治生涯中曾当过极右翼神道系邪教院外游说团体——“日本会议”的政治部门执委。
 — 《东京都知事小池百合子的傲慢和（反朝）偏见是个大麻烦》2017年10月19日，福布斯， 

### 對民事結合的態度
2020年6月27日，小池百合子和宇都宮健兒、山本太郎、小野泰輔四名選舉中得票數最多的的候選人參加網絡新聞媒體「Choose Life Project」為東京都知事選舉組織線上研討會。在小池百合子同年7月5日當選知事後，紐約時報如此回顧這場會議：
民事結合制度該不該實施，這個問題把四人分成了兩派，三名在野的候選人都主張民事結合制度，但是小池百合子以“不知道該不該”回應此問題。小池會用阿拉伯語和英語，是個以極保守(ultraconservative)形象示人的前國防部長。幾年前她似乎被選民拋棄，2017年設立的一新興政黨在國會選舉中遭安倍晉三率領的自民黨大敗，連她自己都不免認輸，这周日(7月5日)的胜利算是她一个转折点。
 — 《就算新冠病例頻仍，東京的第一位女知事還是連任了》2020年7月5日，紐約時報， 

## 荣誉

### 外国勋章奖章
- 荣誉军团军官勋章（法国，2016年2月9日于东京颁发[39]）
- 国家南十字星大十字勋章（葡萄牙語：Ordem Nacional do Cruzeiro do Sul）（巴西，2017年11月30日于东京颁发[40]）
- 奥林匹克金质勋章（国际奥委会，2021年8月9日于东京颁发[41]）

## 外部連結
- 官方网站（日語）

| 前任： 舛添要一 | 東京都知事 2016年（平成28年）—                                         | 現任            |
| 前任： 鈴木俊一 | 日本国環境大臣 2003年（平成15年）—2006年（平成18年）間                 | 繼任： 若林正俊 |
| 前任： 茂木敏充 | 特命擔當大臣（沖繩・北方對策） 2004年（平成16年）—2006年（平成18年）間 | 繼任： 高市早苗 |
| 前任： 久間章生 | 日本国防衛大臣 2007年（平成19年）7月4日—2007年（平成19年）8月27日間    | 繼任： 高村正彥 |